# Вента Белгарум
Вента Белгарум (на латински: Venta Belgarum, „град на белгите“) е град в римската провинция Горна Британия. Днес градът е известен под името Уинчестър, който е столица на Англия през 10 и 11 век. Намира се в провинция Хемпшир.
Вента Белгарум е основан около 70 г. През второто столетие е изграден защитен вал около града, а още едно столетие по-късно и защитна каменна стена. Разкрити са различни видове постройки зад стената като римски къщи, публични сгради и храмове на Юпитер, Юнона и Минерва, както и храм на келтската богиня на ездата Епона. На север от града се намира голямо римско гробище. През 5 век градът е напуснат от жителите му и няколко столетия не се наблюдава ново заселване.